# Ro-110
«Ro-110» — підводний човен Імперського флоту Японії, який взяв участь у Другій світовій війні.

## Історія створення
«Ro-110» був закладений 20 серпня 1942 на верфі компанії Kawasaki  у місті Кобе. Спущений на воду 26 січня 1943 року, вступив у стрій 6 липня того ж року.

## Історія служби
У листопаді 1943-го по завершенні тренувань корабель включили до 8-ї ескадри підводних човнів, яка базувалась у Південно-Східній Азії.
12—24 листопада 1943-го «Ro-110» здійснив перехід з метрополії до Пенангу (західне узбережжя півострова Малакка), а 3 грудня вирушив у бойовий похід до Бенгальської затоки. За доповіддю командира човна, 14 грудня 1943 року «Ro-110» атакував та уразив якесь судно зі складу конвою, після чого сам потрапив під таранний удар, що зніс перископ та пошкодив бойову рубку. Тієї ж доби в районі за чотири сотні кілометрів на північний схід від Мадрасу якийсь підводний човен торпедував та потопив британське судно «Daisy Moller», після чого розстріляв з кулемета й таранив рятувальні човни, що призвело до загибелі щонайменше пів сотні осіб. Хоча описи бою сильно відрізняються, не виключено, що саме Ro-110 атакував «Daisy Moller». Враховуючи пошкодження, «Ro-110» 19 грудня повернувся до Пенангу.
У січні 1944 року «Ro-110» здійснив ще один похід до Індійського океану, цього разу безрезультатний.

### Загибель
2 лютого 1944 року човен вчергове вирушив на бойове патрулювання. 11 лютого поблизу Вішакхапатнаму (п'ять з половиною сотень кілометрів на північний схід від Мадрасу) він атакував конвой «JC 36», що прямував з Коломбо до Калькутти, та зміг уразити судно «Asphalian». Втім, останнє не затонуло, а відведене на буксирі до Калькутти, відремонтоване та використовувалося до 1959 року. Що стосується «Ro-110», то він став ціллю для контратаки глибинними бомбами, яку провели індійський шлюп «Джамна» та австралійські тральники «Іпсвіч» і Лонсестон. В результаті на поверхні з'явились нафтові плями, а під водою сталось кілька вибухів. «Ro-110» загинув разом з усіма 47 членами екіпажу.

## Бойовий рахунок
| Дата       | Назва        | Тип      | Тоннаж | Місце           |
| 14.12.1943 | Daisy Moller | вантажне | 4807   | 16°21'N 82°13'E |